# 朝ダッシュ!
『朝ダッシュ!』（モーニングダッシュ!）は、1997年3月31日（月曜日） - 1999年3月26日（金曜日）の5時30分 - 5時59分に毎日放送で放送されていた朝の情報番組である。

## 概要
1988年1月、それまでネットしていた『ドーナツ6』を打ち切って『はやおきワイド530』を開始。在阪局で最も早い時間帯から放送される情報番組ということもあり、視聴率も順調に推移し、やがてテレビ山口もネットすることになったが、1992年9月に終了し『ニュースコール おはよう藤田です』のネットへと転換。
1996年5月をもって『ニュースコール おはよう藤田です』の後番組である『あなたにオンタイム』が終了し、代わって1996年6月3日からは自社制作へとかじを切り『朝イチバン!』がスタート、1997年3月28日まで放送され、31日からは当番組となる。。

## 内容
- 5:30…オープニング
- 5:31頃…全国天気情報
- 5:33頃…朝ダッシュ!HEAD LINE
  - 放送の当日に大阪地区で発行された新聞の朝刊から、1面の記事を最大で5項目紹介。最後に、放送時点での円相場を伝えていた。また、月曜日および前日が祝日以外の曜日では、前日の東証平均株価を、当日の円相場の前に紹介していた。
- 5:38頃…スポーツダッシュ（スポーツコーナー）
  - 前日のプロ野球の試合（主に阪神タイガース戦）結果を伝える場合には、前夜の『NEWS23』（TBS制作）で放送されたスポーツコーナーでの試合ダイジェスト映像を、字幕ごと流用していた。
- 5:43頃…銀瓶の朝刊ダッシュ!
  - 放送の当日に大阪地区で発行されたスポーツ紙から、笑福亭銀瓶が気になった記事を3本程度紹介。最後に、紹介した記事から「今日のキーワード」を手書きのフリップで伝えていた。
- 5:46頃…曜日ごとのコーナー（「Oh!和ンダフル」など）
- 5:53頃…占いコーナー
- 5:54頃…天気情報（全国天気の後ローカル天気）
- 5:58…エンディング

## ネット局
- MBS毎日放送(制作局)
- TBC東北放送
- BSN新潟放送（1998年12月打ち切り、1999年1月よりJNNニュースバードを放送）
- MRO北陸放送
- RSK山陽放送
- RCC中国放送（1998年9月打ち切り）
- TYSテレビ山口
- ITVあいテレビ
- KUTVテレビ高知
- RKK熊本放送（1997年7月から放送開始）
- OBS大分放送
- MRT宮崎放送
- MBC南日本放送
- RBC琉球放送（1998年4月から放送開始）

この番組は、JNN系列の西日本エリアの大半と東日本エリアの一部でネットしていた。

## その他
- 次番組の『おはようクジラ』（5:59開始）へステブレ無しで放送していた放送局があった。（琉球放送等では一旦60秒のCMを放送してから『おはようクジラ』を放送していた。）
- この毎日放送制作早朝番組枠は『おはようクジラ』終了と同時に廃枠され、毎日放送は以降TBSの番組（当時は『いちばん!エクスプレス』）の同時ネットに切り替えた（但し5:30飛び乗り）。その他のネット局の多くは通販番組やJNNニュースバードのフィラー放送などに移行した。

## 出演者
- 伊東正治（当時・毎日放送アナウンサー）
- 三好俊行（当時・毎日放送アナウンサー）
- 小林万希子
- 小川恵理子
- 笑福亭銀瓶（「銀瓶の朝刊ダッシュ!」で朝刊記事の紹介を担当）
- 黒木栄志（当時・日本気象協会関西支部所属、気象情報担当）
- 太田幸司（毎日放送野球解説者、「スポーツダッシュ」で解説を担当）
- 福間納（当時・毎日放送野球解説者、同上）
- 嶋尾康史（「スポーツダッシュ」のキャスターを担当）
  - 太田・福間・嶋尾はいずれも、元・阪神タイガース投手。

| 毎日放送 月 - 金 朝5:30 - 6:00の枠 | 毎日放送 月 - 金 朝5:30 - 6:00の枠 | 毎日放送 月 - 金 朝5:30 - 6:00の枠                     |
| 前番組                             | 番組名                             | 次番組                                                 |
| ---------------------------------- | ---------------------------------- | ------------------------------------------------------ |
| 朝イチバン!                        | 朝ダッシュ!                        | いちばん!エクスプレス ※TBS同時ネット移行・5:30飛び乗り |

| スタブアイコン | サブスタブ | この項目は、まだ閲覧者の調べものの参照としては役立たない、テレビ番組に関連した書きかけの項目です。この項目を加筆・訂正などしてくださる協力者を求めています（P:テレビ/PJ:放送または配信の番組）。 |